# Carlos de Carvalho Alvarenga
Carlos de Carvalho Alvarenga (Cabo Verde) foi um soldado e mercador português, ancestral da comunidade luso-africana de Ziguinchor de maior proeminência.
Carlos de Carvalho Alvarenga serviu durante vinte anos na guarnição de Ziguinchor. Em 1766, sendo capitão-cabo do Forte de Nossa Senhora da Conceição de Ziguinchor, levou 51 escravos para Bissau, para ajudarem na construção do forte que aí se fazia.
Foi casado com Clara Gomes Serrão, descendente de uma influente família de proprietários de Cabo Verde, e pai de Manuel de Carvalho Alvarenga, avô paterno de Rosa de Carvalho Alvarenga, conhecida como Rosa do Cacheu, e bisavô materno do administrador colonial Honório Pereira Barreto.
Já havia falecido a 24 de Abril de 1776, quando sua viúva Clara Gomes Serrão, moradora na Praça do Cacheu, requereu ao rei D. José I a conceção de uma pensão de sobrevivência, por ser viúva e mãe de uma filha menor, Narcisa de Carvalho.